# کجل (خلخال)
کجل یک منطقهٔ مسکونی در ایران است که در دهستان خورش رستم شمالی واقع شده‌است. براساس سرشماری مرکز آمار ایران در سال ۱۳۹۵، کجل ۴۶۰ نفر جمعیت دارد. روستای  کجل  تنها نقطه ای از ایران نیست که مردم آن به زبان تاتی سخن می گویند.بلکه روستاها وشهرهای زیادی هستند که مردمانش به زبان تاتی سخن می گویند.مذهب این مردمان اسلام و سنی و اغلب شیعه هستن.